# 思科Webex
思科WebEx是一家美国公司，负责开发和销售网络会议和视訊会议应用程序。它成立于2007年，当时思科系统公司收购了Webex。 其总部位于加利福尼亚州米尔皮塔斯。
其已知的软件产品是Webex Meetings、Webex Teams、培训中心、活动中心、支持中心、销售中心、MeetMeNow、PCNow、Webex AIM Pro商业版、Webex WebOffice和WebEx Connect。 所有Webex产品都是思科系統协作产品组合的一部分。

## 历史

Webex作為獨立公司使用的Webex徽標

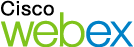
2009年至2018年使用的前徽標

最初于1996年由Subrah Iyar和朱敏以ActiveTouch创建。
台灣於2005年，以Call center 為研發核心的資訊企業「Engsound 瑛聲科技」引進Webex為台灣總代理。
2007年3月15日，思科系統公司宣布將以32億美元的價格收購Webex。2019冠狀病毒病疫情期間，Cisco Webex推動免費使用，台灣也在瑛聲科技引領下，提供企業90天免費使用，作為社會公益，協助台灣企業能夠渡過風波；教育界也在Zoom的資訊安全疑慮下，紛紛轉向Cisco Webex。

### 證券
在被思科收購之前，Webex曾在NASDAQ全球精選市場中佔有一席之地。

### 思科收購
思科還表示，其長期計劃是在技術和銷售水平上吸收Webex。

## 服務
收購時，所有Webex應用程式都建立在MediaTone平台上，並得到Webex MediaTone網絡（最初稱為Webex交互式網絡）的支持，旨在與按需程序一起使用的全球網絡。 該網絡由Webex首席網絡架構師Shaun Bryant設計，網絡架構師Zaid Ali Sr將成為Internet上第一個SaaS平台之一。
該公司於2005年收購了“Intranets.com”，通過擁有不到100名員工的公司客戶群進入中小型企業市場。 它擁有提供討論論壇，文檔共享和日曆等在線協作工具的能力，而Intranets.com為其客戶提供了訪問Webex通訊環境的權限。
2006年2月21日，AOL和Webex宣布了計劃推出AOL 即時消息軟件AIM Pro的商業版本的功能，該版本還具有其他功能，可幫助員工使用會議進行協作 Webex提供的工具。
2006年9月26日，該公司宣布了計劃提供一個名為“Webex Connect”的網絡協作“混搭”平台。
2014年11月17日，思科宣布Webex的演進版本，稱為Project Squared。
自2015年8月5日起，Webex不再與Windows XP一起使用。
2018年4月18日，思科宣布將Cisco Spark合併到Cisco Webex平台中。 思科Spark本身就是Project Squared合作平台的更名。 在同一天，思科將其所有其他Spark產品更名為Webex，包括Spark Room Kit（現在為Webex Room Kit）和Spark Board（現在為Webex Board）。

## 法律诉讼和查询

### 高盛证券欺诈调查
SEC和各州总检察长办公室发起的证券欺诈调查的结果是，高盛面临发布不公正研究的指控，包括覆盖范围 涉及WebEx，并在1999年至2001年期间违反IPO。据称，Webex管理层要求高盛分析师进行该研究应包括和不应包括的内容。 Webex维持管理层的信息准确无误。 另一项指控指责高盛在WebEx首次公开发行中分配股票时违反了证券法。.

### Raindance专利侵权诉讼
2005年9月27日，Webex起诉竞争对手Raindance Corporation，侵犯其专利权。 2005年10月14日，Raindance就Webex的专利侵权提起了反诉。 双方均要求赔偿损害，并要求禁令要求进一步侵犯其声称侵犯专利权的行为。在2006年3月31日，双方同意驳回这两项诉讼，撤销对过去侵权的索赔，与这些侵权相关的付款，以及对彼此专利的交叉许可。 该协议使Webex从Raindance获得了100万美元。

## 参見
- 协作软件
- 视像会议
- 远程桌面软件